# Семёнов, Владимир Евгеньевич
Влади́мир Евге́ньевич Семёнов (11 декабря 1952, Горький — 13 октября 2017, там же) — российский учёный, доктор физико-математических наук по специальности физика и химия плазмы.

## Биография
- Окончил Горьковский государственный университет им. Н. И. Лобачевского по специальности радиофизика (1975).
- В 1983 г. защитил кандидатскую диссертацию (руководитель профессор В. Б. Гильденбург).
- С 1998 г. доктор физико-математических наук, тема диссертации «Плазма газового разряда, создаваемого микроволновым излучением».

Область научных интересов: физика плазмы, нелинейные волны, микроволновый разряд в газах и вакууме, газодинамика и аэродинамика, микроволновая обработка материалов.
В 1975—1977 гг. инженер НИРФИ.
С 1977 г. на научной работе в ИПФ АН СССР (ИПФ РАН): инженер (1977—1979), младший (1979—1985), старший (1985—1996), ведущий (1996—1999) научный сотрудник, зав. сектором (1999—2000), заведующий отделом физики плазмы (2000—2017).
Доцент (1983—1999), профессор (1999—2013) Горьковского политехнического института (НГТУ).
Опубликовал более 300 научных работ.
Разработал теорию нового объекта физики плазмы - свободно-локализованного разряда в пучках микроволнового излучения.
Руководитель Горьковского го клуба (1980—1989).